# Volby do Sněmovny národů Federálního shromáždění 1971
Volby do Sněmovny národů Federálního shromáždění 1971 se konaly v Československu 26. a 27. listopadu 1971. 

## Popis voleb a dobových souvislostí
Šlo o součást voleb do zastupitelských orgánů ČSSR, v nichž se volili poslanci na místní, okresní, krajské, republikové (ČNR, SNR) i federální úrovni. Šlo zároveň o první volby do Sněmovny národů Federálního shromáždění pro provedení federalizace Československa (dosavadní členové obou komor Federálního shromáždění v letech 1969-1971 byli na své posty kooptováni bez voleb). Byly to zároveň první volby konané v Československu po invazi vojsk Varšavské smlouvy roku 1968 a nástupu normalizace.
Volby skončily jednoznačným vítězstvím jednotné kandidátní listiny Národní fronty, která získala do Sněmovny národů 99,77 % hlasů.

## Volební obvody
- Federální shromáždění - celkem 350 členů (poslanců), z toho:
  - Sněmovna národů - 150 volebních obvodů, 1 obvod = 1 poslanec (75 ČSR a 75 SSR)

## Volební výsledky
| Subjekt                        | Počet hlasů celkem | Volební účast v % | Hlasů pro Národní frontu | Platné v % | PM |
| ------------------------------ | ------------------ | ----------------- | ------------------------ | ---------- | -- |
| Národní fronta Čechů a Slováků | 10 197 234         | 99, 45%           | 10 144 464               | 99,77      |    |

Ve volbách mohlo volit celkem 10 253 796 oprávněných voličů. Z nich se voleb zúčastnilo 10 197 234 voličů (v České socialistické republice 7 250 848 oprávněných voličů a 7 207 961 voličů, v Slovenské socialistické republice 3 002 946 oprávněných voličů a 2 989 273 voličů). Ze všech odevzdaných hlasů bylo pro kandidáty Národní fronty do Sněmovny národů odevzdáno 10 144 464 (99,77 %), z toho v České socialistické republice 7 170 889 (99,71 % hlasů) a v Slovenské socialistické republice 2 973 575 (99,91 % hlasů).

## Zvolení poslanci
Ze 150 členů (poslanců) bylo ve Sněmovně národů:
Podle pohlaví:
- 37 žen
- 113 mužů

Podle věku:
- 34 do 35 let
- 86 mezi 36 a 50 lety
- 30 nad 50 let

Podle profese:
- více než polovina poslanců pracovala v průmyslové a zemědělské výrobě